# Аттах, Эммануэль Миреку
Эммануэль Миреку Аттах (англ. Emmanuel Mireku Attah; род. 25 декабря 1997, Аккра, Гана) — ганский футболист, полузащитник клуба «Ван».

## Карьера
Перешёл в «Ван» 28 февраля 2021 года. Дебютировал в Премьер-лиге Армении 8 апреля 2021 года в матче с клубом «Арарат-Армения», где «Ван» выиграл 3:2. В поединке против того же клуба 4 апреля дебютировал и в Кубке Армении: «Ван» проиграл по пенальти 4:5.